# Microsoft Most Valuable Professional
Le sigle Microsoft Most Valuable Professional (MVP) désigne une distinction décernée par Microsoft. 
Les MVP sont des leaders des communautés techniques du monde entier, récompensés pour avoir partagé leurs expertises techniques au travers des communautés dédiées aux produits ou technologies Microsoft. Les MVP sont récompensés pour leurs contributions de l'année précédant leur nomination.
Le programme MVP s'est développé initialement à partir de la communauté des développeurs : en effet, les premiers MVP étaient parmi les plus actifs au sein des communautés en ligne tels que Usenet et CompuServe. Par la suite, le programme MVP s'est développé, incluant plus de produits et de nouveaux moyens de contributions.
Cette distinction est accordée sur proposition d'un MVP à la vue d'un dossier technique à remplir par le candidat dans lequel il déclare ses contributions à la communauté. Elle doit être renouvelée chaque année.

## Histoire
Un message de Tamar Granor[Qui ?], sur le site internet Universal Thread donne la version suivante de la naissance du programme MVP :
« Way back in the dark ages, Microsoft provided a great deal of technical support on CompuServe. The CompuServe FoxPro forum was extremely busy and Calvin Hsia, then an independent developer, now Developer Lead on the Fox team, created what we called Calvin's List. It was a listing of the number of postings by person, including info on both messages sent and received. Being in the top 10 on Calvin's List any month was an accomplishment, though we discussed whether it was a good thing or a bad thing.
As the story goes, some of the Microsoft people jumped on Calvin's List as a way to identify high contributors, and thus was born the MVP program. »
— Tamar Granor
, « Re: Listing of 2003 VFP MVPs »

« Il y a de cela bien longtemps, Microsoft fournissait un excellent support technique sur CompuServe. Le forum CompuServe consacré à FoxPro était extrêmement actif ; Calvin Hsia, qui était alors un développeur indépendant et qui est maintenant un des leaders de l'équipe FoxPro, créa ce que nous appelions la Liste de Calvin. Il s'agissait d'un listing recensant le nombre de messages par personne, incluant les messages envoyés et reçus. Faire partie du Top 10 de la liste de Calvin ne serait-ce qu'un seul mois était considéré comme une grande réussite. Au fil du temps, certains employés de Microsoft se mirent à utiliser la liste de Calvin pour identifier les contributeurs les plus actifs, et ainsi est né le programme MVP. »
— « Re: Listing of 2003 VFP MVPs »

## Suppression et reprise
Le 22 octobre 1999, un représentant de Microsoft envoya un message dans lequel il annonçait l'abandon du programme MVP. Cela pourrait avoir été une conséquence d'un procès intenté à AOL par les leaders des groupes de discussion et qui souhaitaient être payés pour le temps passé en ligne. Après une avalanche d'appels, saturant la ligne du support en ligne et allant jusqu'à des emails envoyés directement à Bill Gates et Steve Ballmer, Microsoft annonça trois jours plus tard que la suppression du programme MVP avait été annulée,.